# Fehren
Fehren, mundartlich im Feere,  ist eine politische Gemeinde im Bezirk Thierstein des Kantons Solothurn in der Schweiz.

## Geographie
Fehren liegt auf 587 m ü. M., 6,5 km ostsüdöstlich der Stadt Laufen (Luftlinie). Das Dorf erstreckt sich an aussichtsreicher Lage auf einer Anhöhe am Nordfuss des Mettenbergs, an einem gegen das Laufener Becken hin abfallenden Hang, im Schwarzbubenland.
Die Fläche des 1,5 km² grossen Gemeindegebiets umfasst einen Abschnitt des nördlichen Juras. Der Hauptteil des Gebietes wird vom nach Westen zum innerjurassischen Becken von Laufen geneigten Hang von Fehren eingenommen. Nach Osten reicht der Gemeindeboden über den Mittlerberg (632 m ü. M.) bis an den Ibach, welcher die Ostgrenze bildet und zwischen dem Mittlerberg und dem Eichlenberg ein schluchtartiges Tal geschaffen hat. Im Süden erstreckt sich der Gemeindebann bis an die Hänge des Mettenbergs, an denen mit 660 m ü. M. der höchste Punkt von Fehren erreicht wird. Die südwestliche Grenze verläuft entlang dem Dorfbach von Breitenbach. Von der Gemeindefläche entfielen 2014 17 % auf Siedlungen, 30 % auf Wald und Gehölze und 53 % auf Landwirtschaft.
Zu Fehren gehören einige Einzelhöfe. Nachbargemeinden von Fehren sind Zullwil, Meltingen, Büsserach und Breitenbach.

## Bevölkerung
Mit 595 Einwohnern (Stand 31. Dezember 2023) gehört Fehren zu den kleineren Gemeinden des Kantons Solothurn. Von den Bewohnern sind 96,5 % deutschsprachig, 1,8 % französischsprachig und 0,8 % sprechen Türkisch (Stand 2000). Die Bevölkerungszahl von Fehren belief sich 1850 auf 123 Einwohner, 1900 auf 122 Einwohner. Im Verlauf des 20. Jahrhunderts stieg die Bevölkerungszahl kontinuierlich an. Besonders seit 1990 (457 Einwohner) werden verstärkte Zuwachsraten verzeichnet.

## Wirtschaft
Fehren war bis in die zweite Hälfte des 20. Jahrhunderts ein vorwiegend durch die Landwirtschaft geprägtes Dorf. Im 19. Jahrhundert gab es in Fehren eine Seidenspinnerei. Noch heute haben die Milchwirtschaft und Viehzucht sowie der Obstbau (überwiegend Kirschbäume) einen wichtigen Stellenwert in der Erwerbsstruktur der Bevölkerung. Weitere Arbeitsplätze sind im lokalen Kleingewerbe und im Dienstleistungssektor vorhanden, unter anderem in Betrieben des Maschinenbaus und der Elektrobranche. In den letzten Jahrzehnten hat sich das Dorf dank seiner attraktiven Lage zu einer Wohngemeinde entwickelt. Viele Erwerbstätige sind deshalb Wegpendler, die hauptsächlich in Laufen und Breitenbach sowie in der Agglomeration Basel arbeiten.

## Verkehr
Die Gemeinde ist verkehrsmässig recht gut erschlossen. Sie liegt an der Verbindungsstrasse von Laufen via Breitenbach nach Nunningen. Durch einen Postautokurs, welcher die Strecke von Laufen nach Nunningen bedient, ist Fehren an das Netz des öffentlichen Verkehrs angebunden.

## Geschichte
Die erste urkundliche Erwähnung des Ortes erfolgte erst 1371 unter der Bezeichnung der Hofe in Ferren. Später erschienen die Schreibweisen Ferrer (1458), Feren (1500) und Fehren (1623). Der Ortsname ist vom althochdeutschen Wort fer (fern) abgeleitet, wobei sich die Bezeichnung fern auf die Lage Fehrens von Breitenbach oder Büsserach her gesehen bezieht.
Seit dem Mittelalter unterstand Fehren der Herrschaft Gilgenberg. Im Jahr 1522 kam es an Solothurn und wurde in der Folge der Vogtei Thierstein zugeordnet. Erst 1789 wurde Fehren eine eigenständige Gemeinde, vorher war es ein Ortsteil von Breitenbach. Nach dem Zusammenbruch des Ancien Régime (1798) gehörte das Dorf während der Helvetik zum Distrikt Dornach und ab 1803 zum Bezirk Thierstein.

## Sehenswürdigkeiten
Die Sankt Ottilienkirche wurde 1967 errichtet.

## Bilder

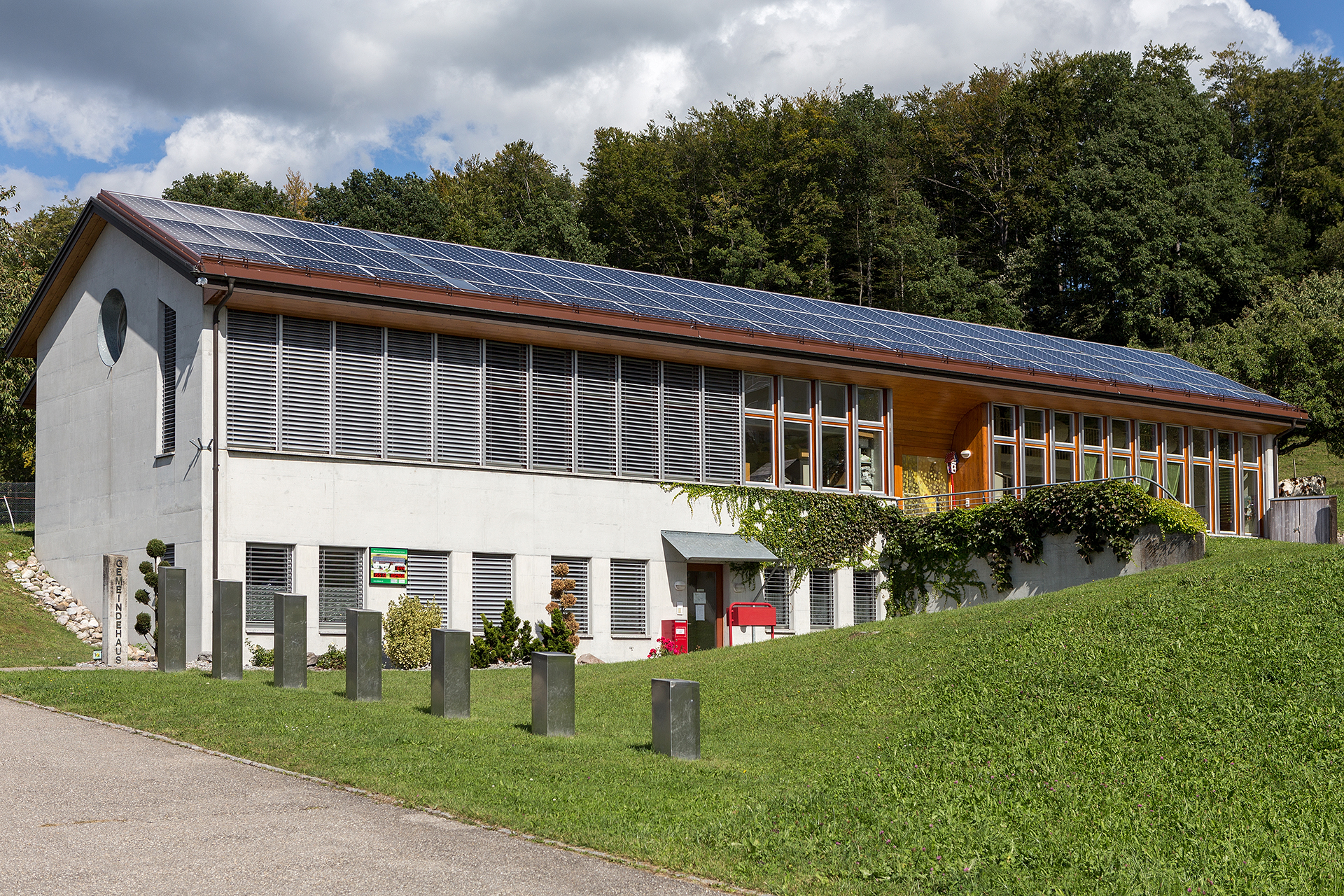
Gemeindeverwaltung / Kindergarten
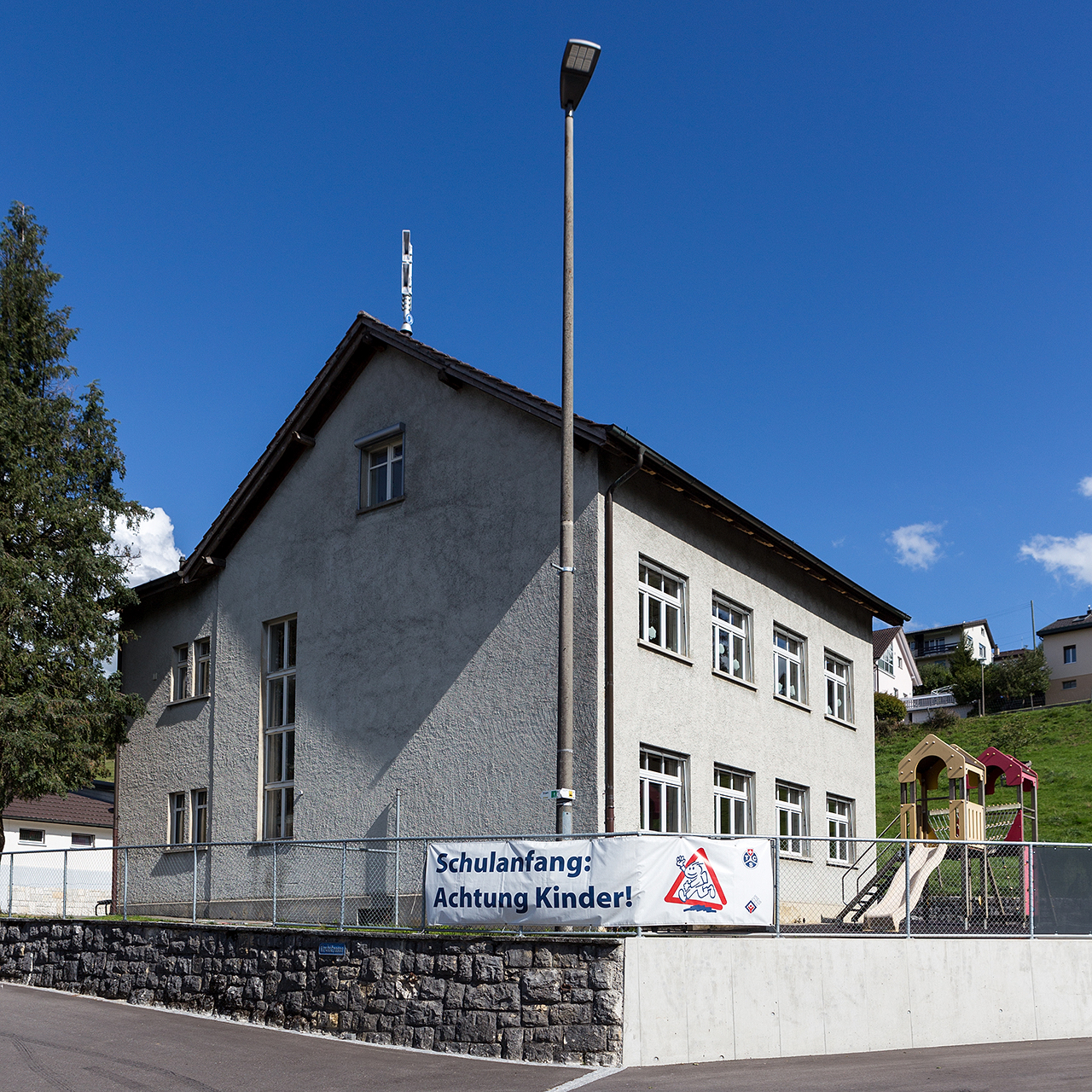
Primarschulhaus
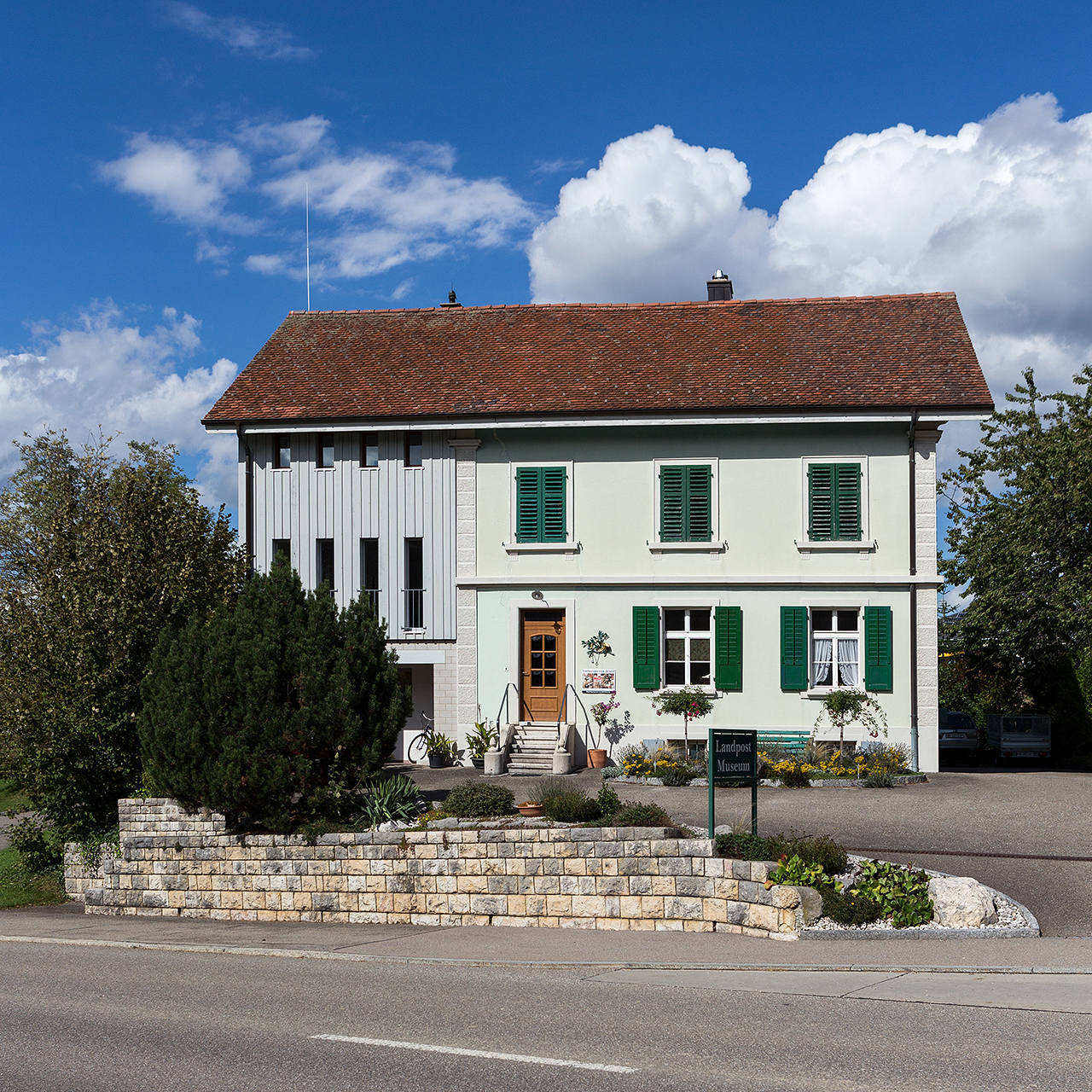
Landpostmuseum (alte Post)
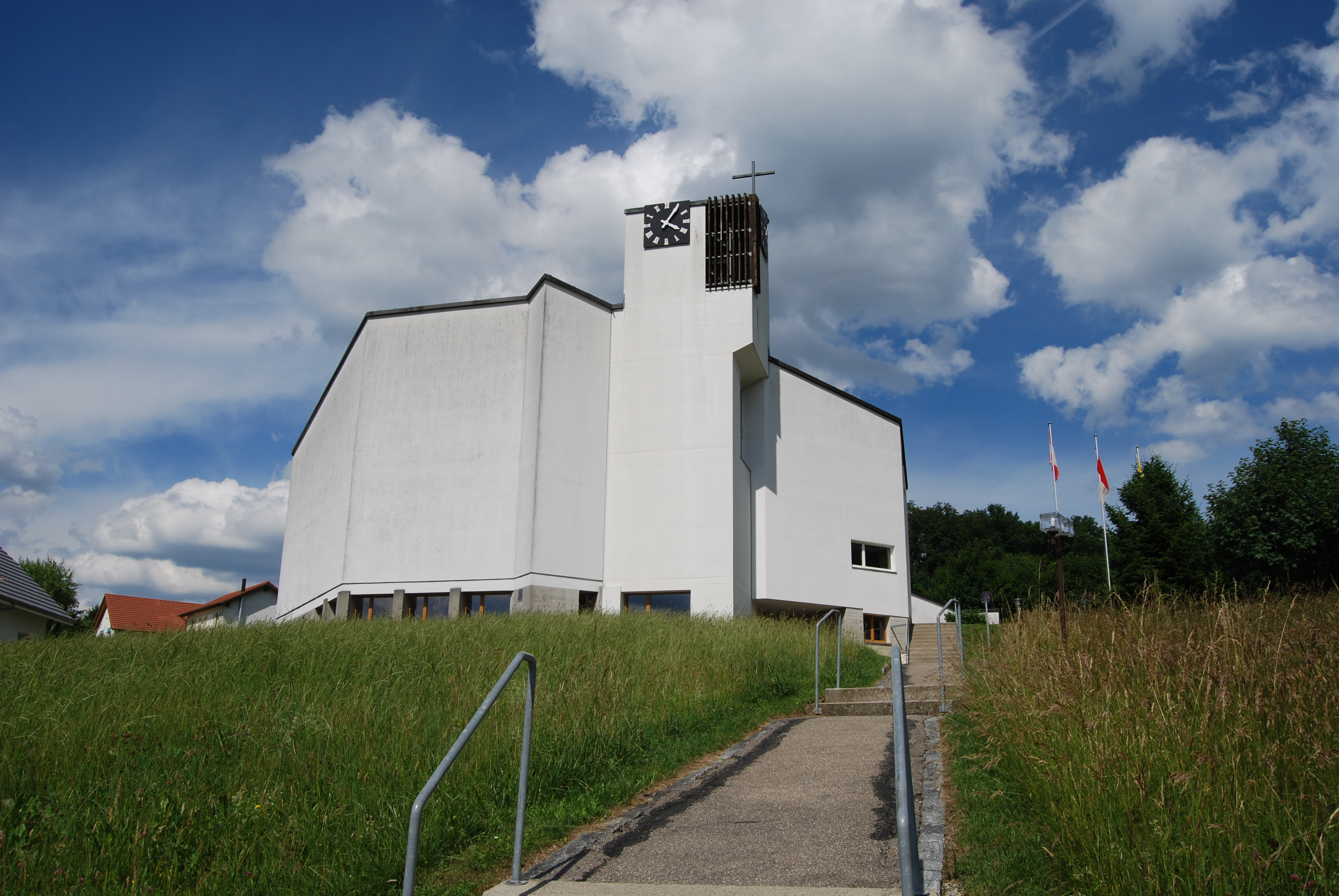
Katholische Kirche St. Ottilie
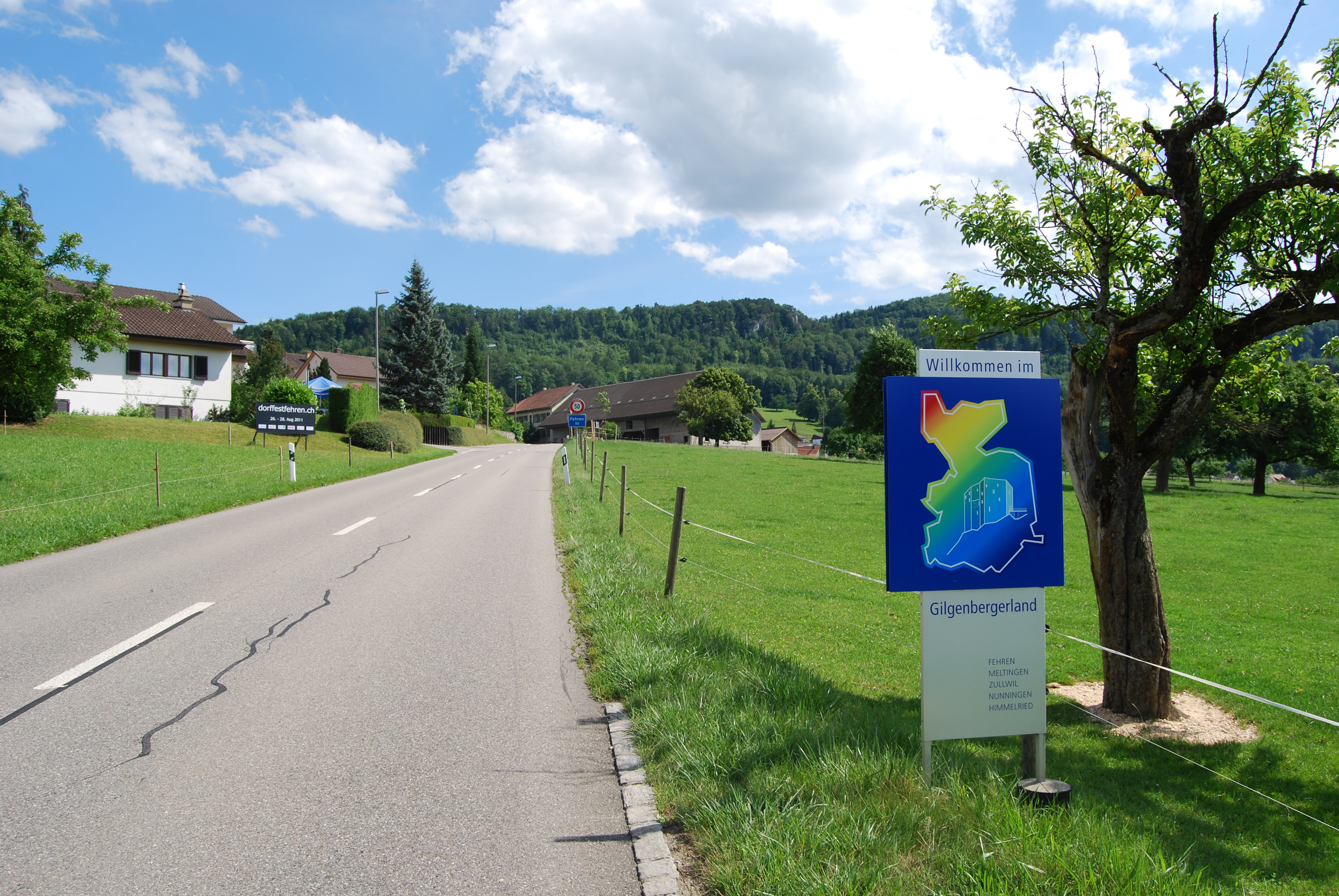
Ortseingang von Fehren, von Breitenbach her kommend
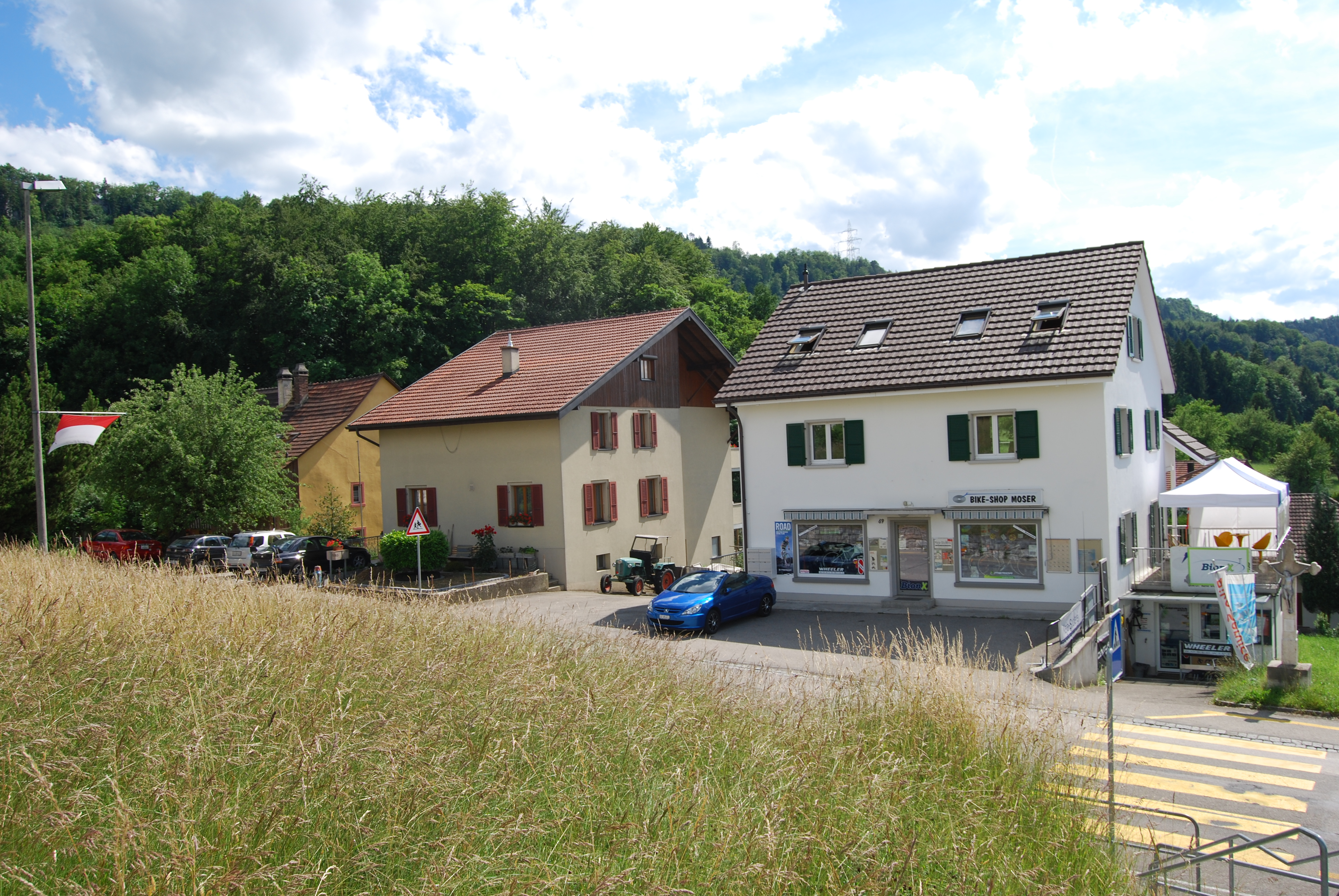
Häusergruppe an der Hauptstrasse
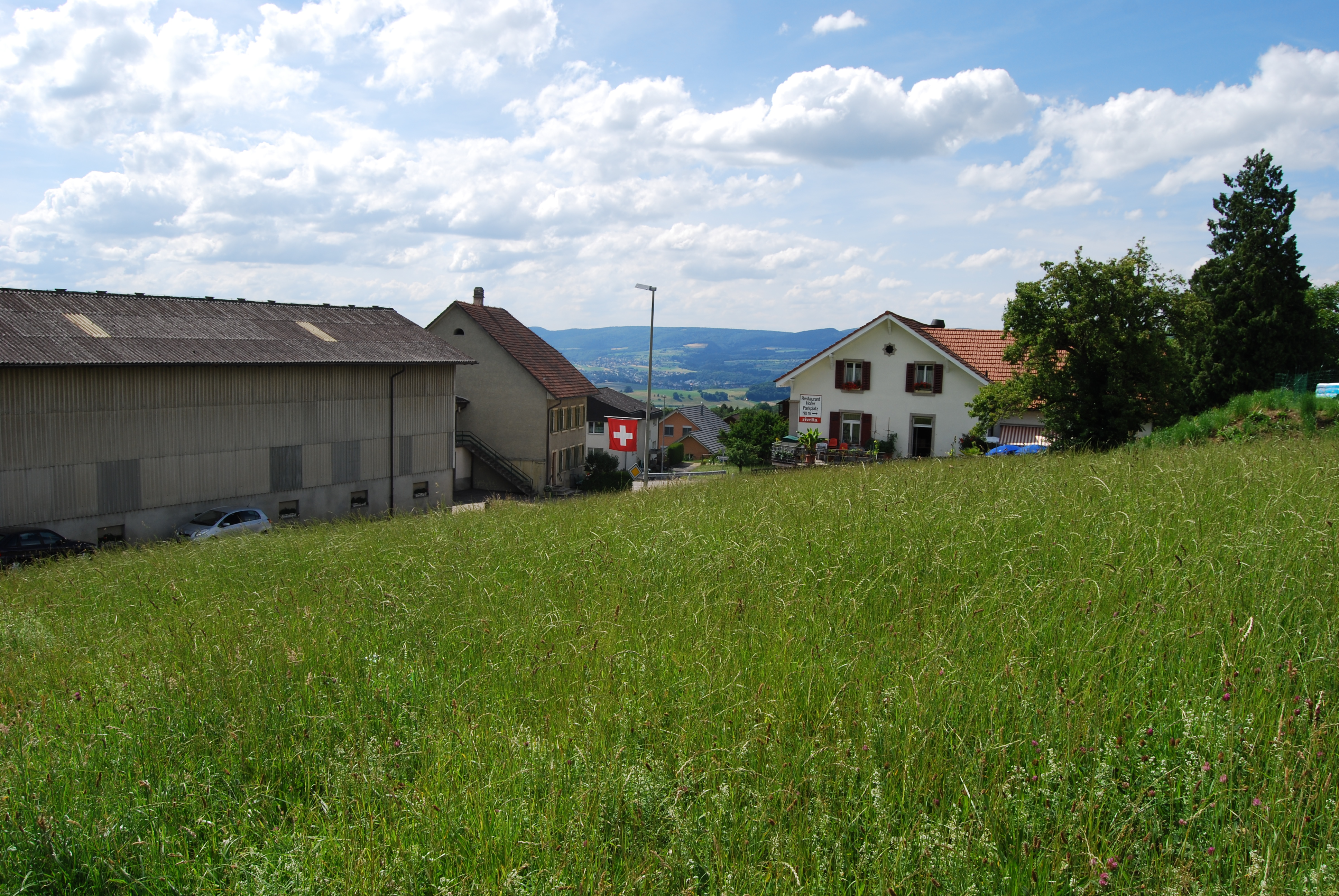
Blick von der Kirche nordwärts

## Wappen
Blasonierung
In Gelb auf grünem Zweiberg je eine grüne Föhre; der Schildfuss belegt mit einem weissen Haus mit drei schwarzen Fenstern, einer schwarzen Türe und rotem Walmdach

## Persönlichkeiten
- Christian Imark (* 1982), Politiker (SVP), lebt in Fehren